# レゾナント・システムズ
株式会社レゾナント・システムズ (Resonant Systems) は鉄道車両、バス、トラック向けの音声合成技術による安全確認機器や放送装置、ゴルフ場カート、ホテル向け管理システムなどの開発・製造・販売を行なう会社である。
同社は富士急行グループでもある。なおNTTレゾナントとは無関係である。
1962年に、日本初の磁気テープを使ったアナウンス装置を発売した。
2007年4月1日、富士急情報システムと合併し、ネプチューンから現社名に変更した。

## 社名の由来
「共振・共鳴」を意味する英語のresonantに由来する。旧ネプチューンと富士急情報システム両社のハードウェアとソフトウェアが共振・共鳴し、新たなうねりとなることを願ってつけられた。

## 主な商品
路線バス用の放送装置を主力商品とし、テープ時代から国鉄バス（JRバス）に多く採用されている。日本初のフル音声合成放送装置TLS-1を1986年に富士急行バスに納入して以来、改良を重ね、乗降実績データの吸い上げをSRAMカード化したTLS-2を開発、音声合成化の黎明期には京成グループなど多くのバス事業者に採用された。その後、データの注入媒体を従前のカセットストリーマからフラッシュメモリーカードに代えたFC-5100を開発、この商品が今日に至るヒット商品となり、改良型のFC-6000と併せて多くのバス事業者が現在も使用している。その後、放送内容や連動機器の増加に伴うメモリー容量逼迫に対応するべく、内蔵メモリーの大容量化（標準64MB）を図ったFC-7000を開発した。
またビジュアルコーダーと銘打った画像案内システムVC-3000も開発、音声合成放送装置と接続することで放送内容に合わせた画像をモニター画面に出力するもので、FM文字放送受信ユニットを接続することで文字放送も表示できるとあって、高速バスなどに多く採用された。
現在では、FC-7000にビジュアルコーダーの機能をまとめたFCV-7000も発売しており、FC-7000と併せて拡販を図っている。
尚、合成音声自動放送装置はレシップ（旧：エスライト）にOEM品を提供している。

## 主な取引先
- バス機器
  - 富士急グループ
  - ジェイ・アール北海道バス FC-5100/6000/7000B・VC-3000
  - 札幌市交通局（札幌市電） FC-7100
  - 沿岸バス FC-6000
  - 阿寒バス FC-6000
  - 八戸市交通部
  - 南部バス
  - 福島交通（福島支社管内、鉄道部含む） FC-6000
  - 船橋新京成バス SVC-2701W・FC-7000
  - 松戸新京成バス FC-7000・MVC-1100・SVC-2701W・TFD-7000
  - 川崎市交通局 FC-5100（現在は小田原機器製の放送装置に全車両交換済み）・S-60
  - 神奈川中央交通（おしらせ安全くんをほぼ全車に搭載。車内放送装置はクラリオン製を採用）
  - 山梨交通
  - 都営バス（東京都交通局） FC-7000（2006年度購入）・ FC-7000E（2007年度購入）・TFD-7000・TFD-8000（TFD-7000は後継機種のTFD-8000への交換が進んでいる）
  - 京成バス、京成タウンバス、京成トランジットバス
  - ジェイアールバス関東 FC-5100/6000/7000・VC-3000・FCV-7000
  - 西武バス FC-7000
  - 京王バス東（世田谷営業所） TFD-8000
  - 西東京バス
  - 越後交通
  - 頸城自動車
  - 長野電鉄
  - アルピコ交通(旧:松本電鉄)
  - 名古屋市交通局
  - 京阪宇治交通（現在会社解散。最末期に取引あり） FC-6000
  - 京都京阪バス FC-6000
  - 京阪バス（山科・男山の一部車両のみごく一時期に使用） FC-6000
  - 阪神バス FC-6000
  - 岡山電気軌道（バス部門のみ）
  - 広電バス
  - ことでんバス
  - 伊予鉄道
  - とさでん交通
  - 大分交通